# 5661 Hildebrand
5661 Hildebrand eller 1977 PO1 är en asteroid i huvudbältet som upptäcktes den 14 augusti 1977 av den rysk-sovjetiske astronomen Nikolaj Tjernych vid Krims astrofysiska observatorium på Krim. Den har fått sitt namn efter kanadensaren Alan Russell Hildebrand.
Asteroiden har en diameter på ungefär 34 kilometer och den tillhör asteroidgruppen Hilda.